# Orava (vesnice)
Orava (německy Waldeck) je vesnice v estonském kraji Võrumaa, samosprávně patřící do obce Võru. Roku 2005 zde bylo hlášeno 311 obyvatel.

## Dějiny
Nejstarší zmínka o vesnici je z roku 1638 v podobě Oraw Laur, poukazující zřejmě na estonské jméno hospodáře Orava Lauri. V 18. století byl ve vesnici postaven panský statek rodu Liphardů, který byl ještě během 18. století zpustošen selským povstáním a následně obnoven. Se vznikem občanských samospráv během 19. století byla na oravském panství vytvořena samosprávná obec, a vesnice Orava se stala jejím přirozeným centrem, a zůstala jím až do anektace Estonska Sovětským svazem roku 1940, kdy byla přičleněna k vesnickému sovětu Suuremetsa. S obnovou správního členění Estonska po vyhlášení nezávislosti se Orava roku 1992 stala opět střediskem samosprávné obce.

## Turistické zajímavosti

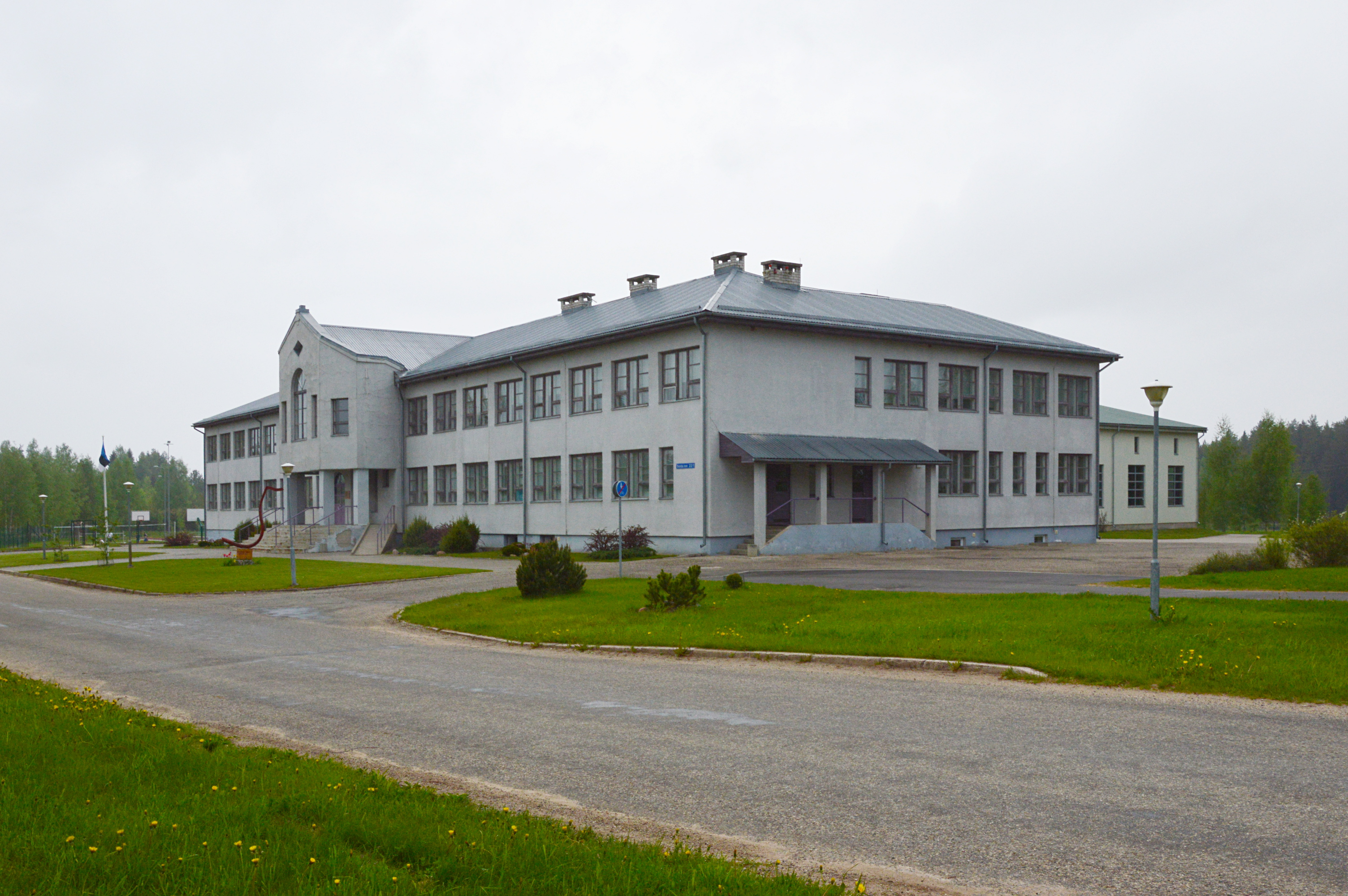
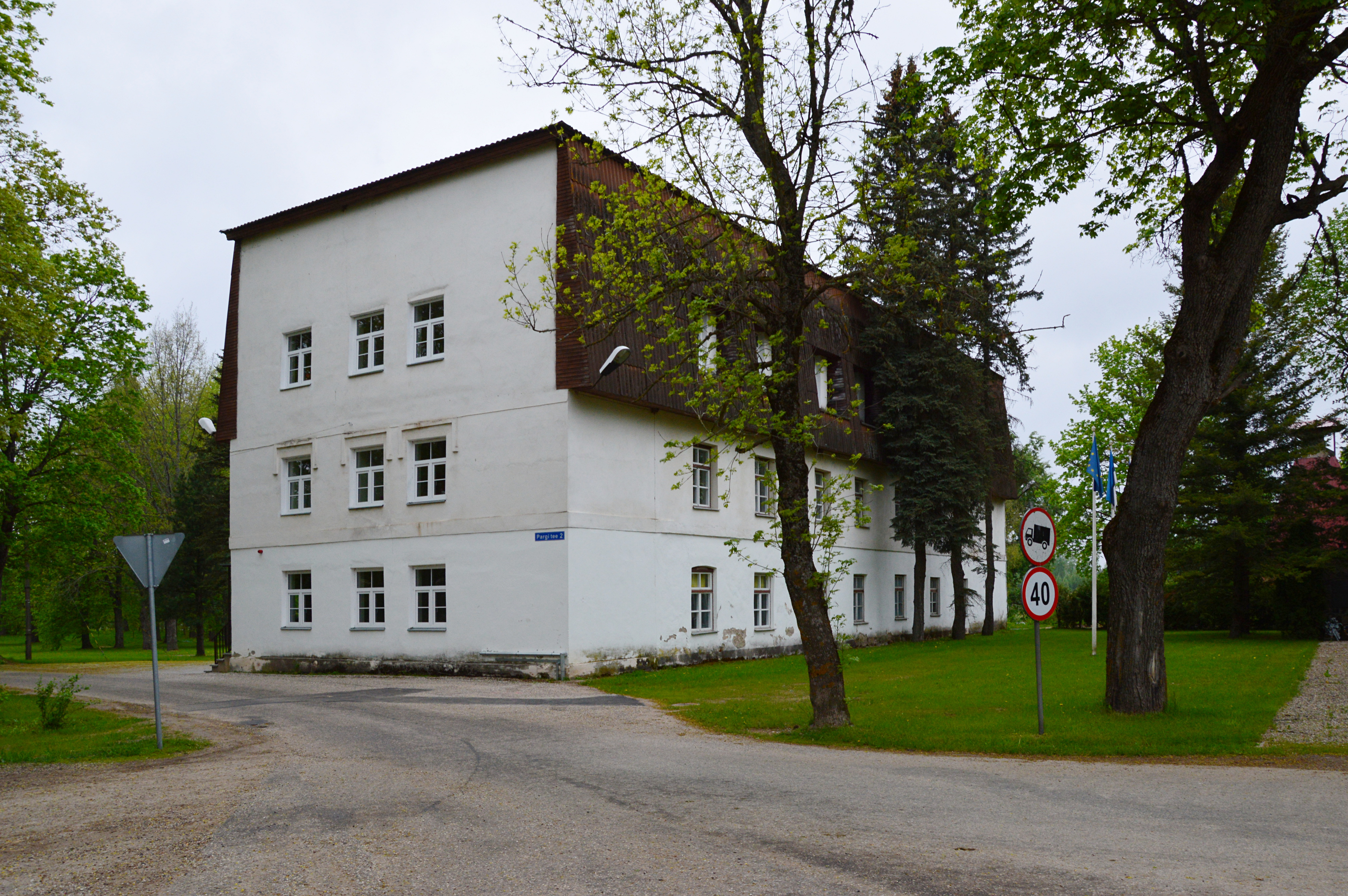
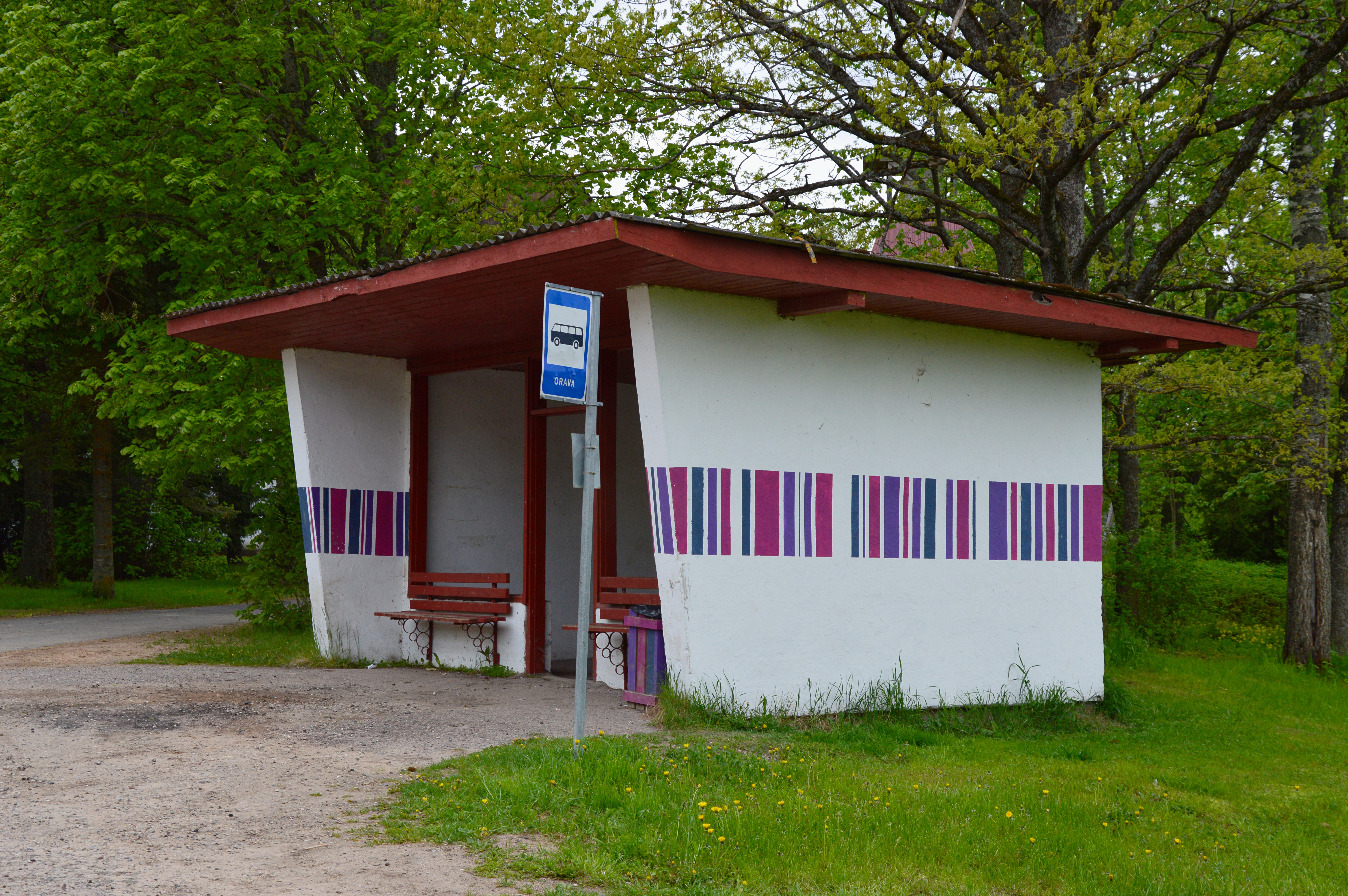
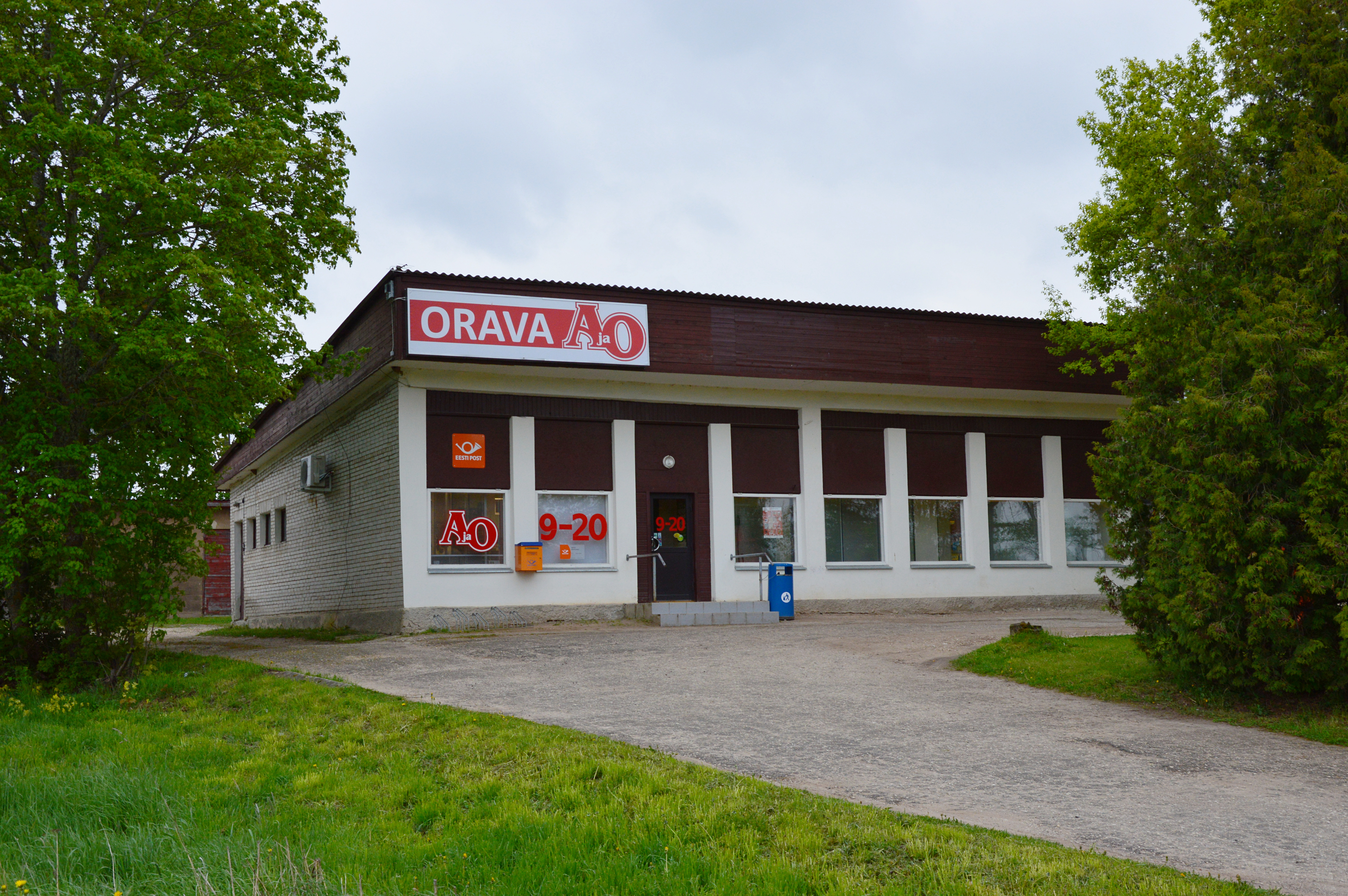
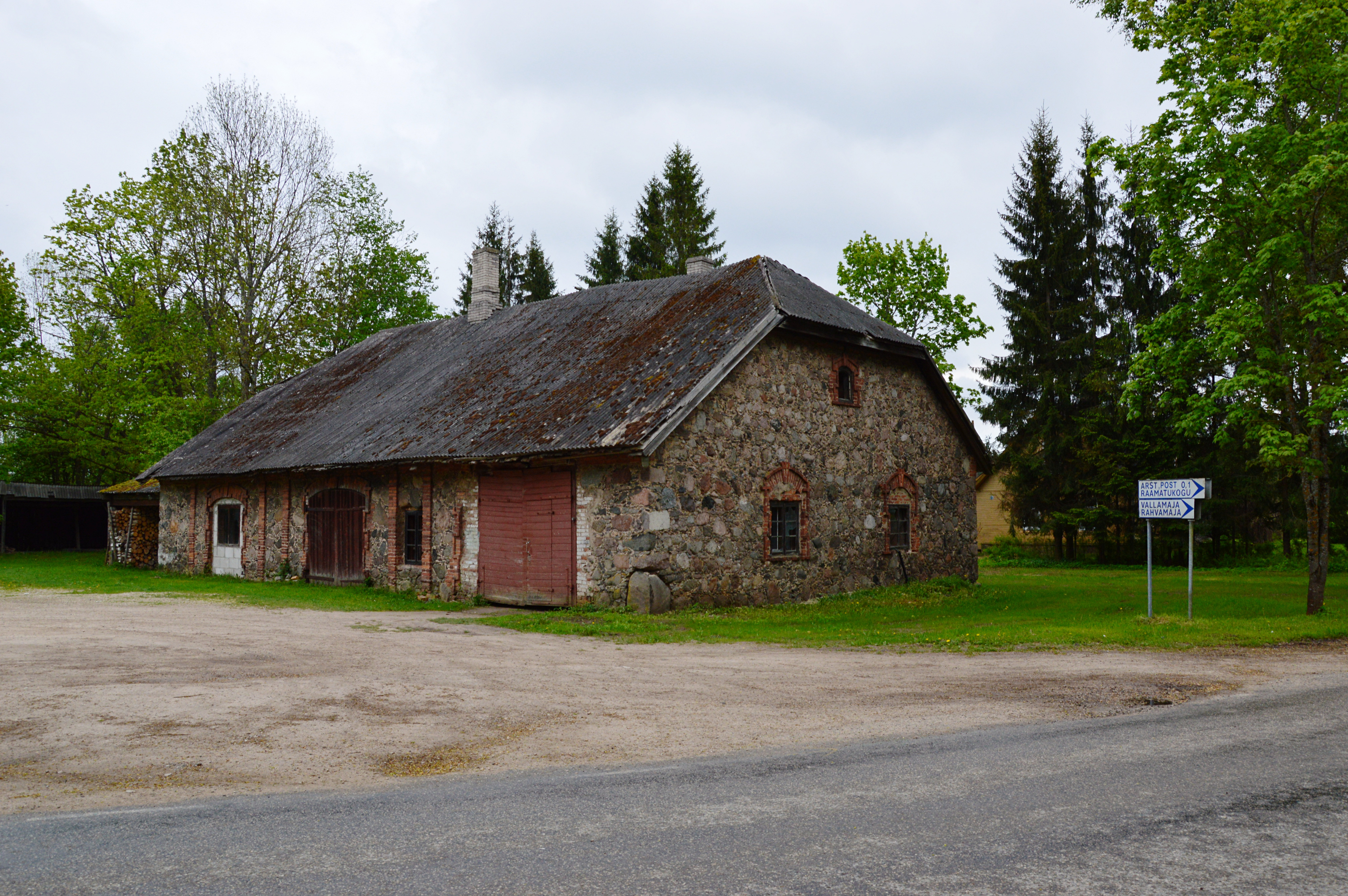
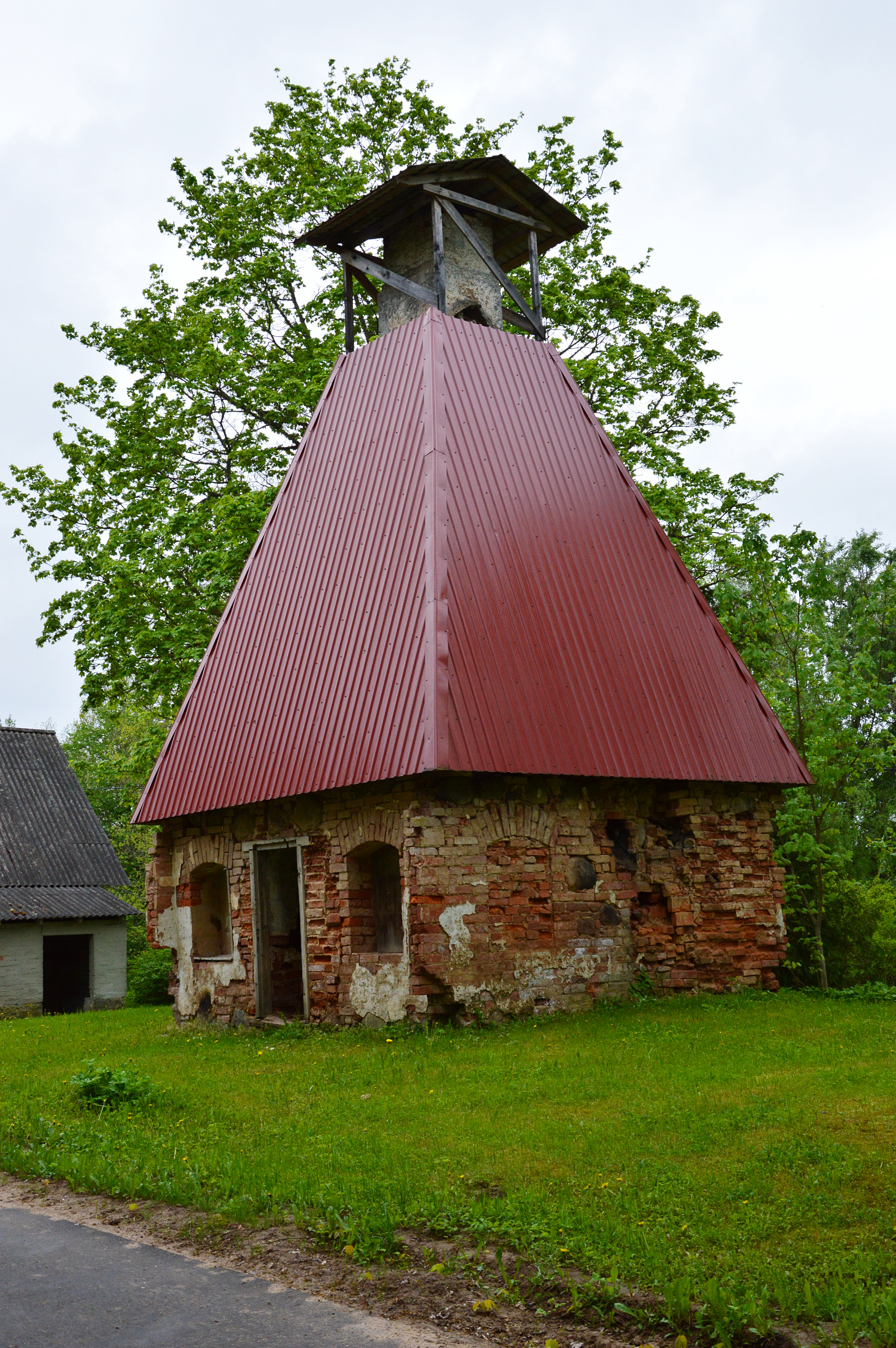
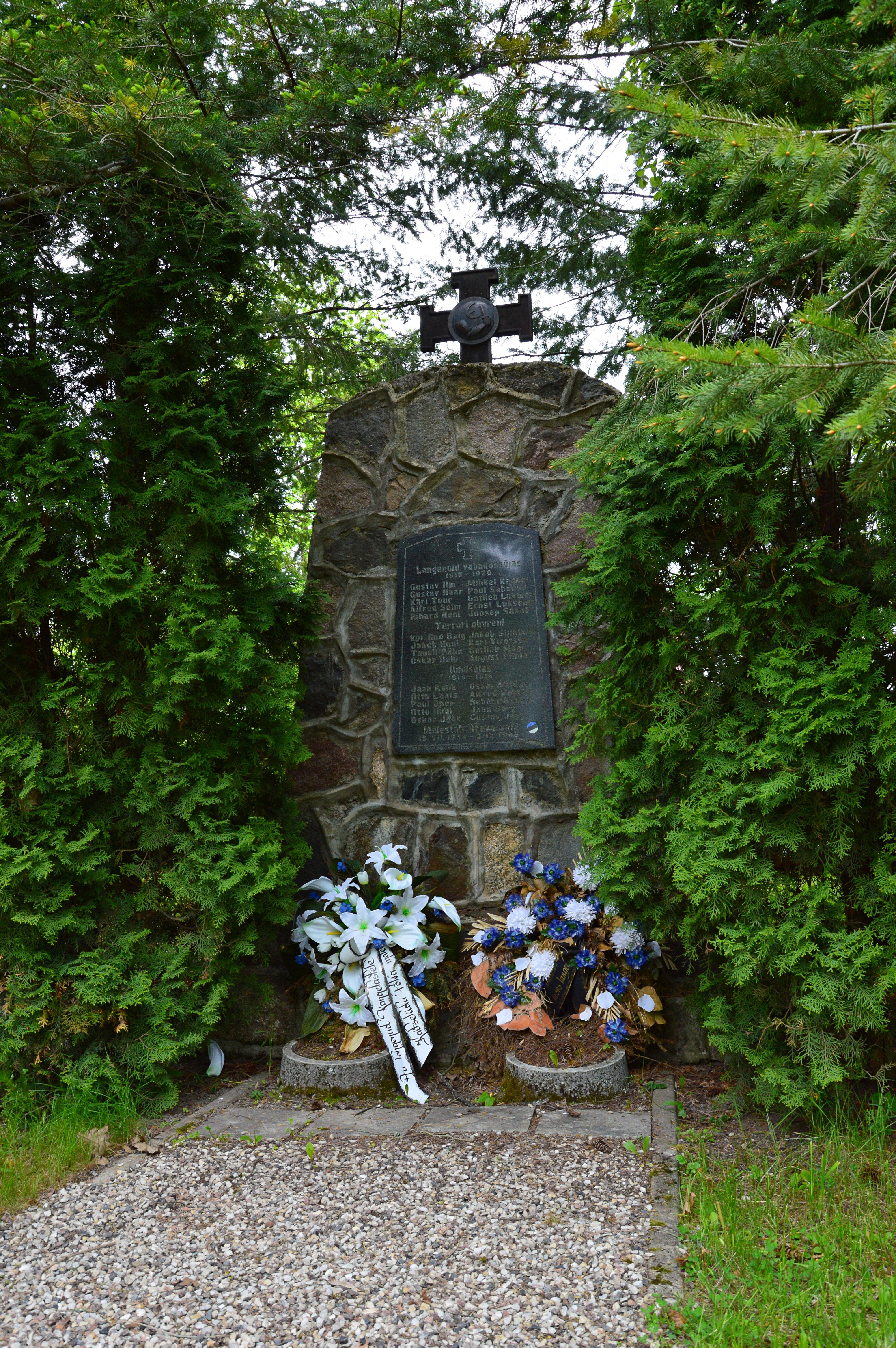

Ve vesnici se nachází Oravské zámecké jezero, na jehož jihovýchodním břehu jsou k vidění zbytky zámeckého parku (Orava park). Na území vesnice leží ještě několik dalších menších jezer, z nichž za zmínku stojí Solda järv, Mustjärv a Tahojärv.
Někdejší zámecká budova dnes hostí obecní úřad, pobočku banky, kulturní dům a prostory několika místních institucí a spolků.
Ve vesnici se nachází též památník bitvy o Oravu, která se odehrála v rámci Estonské osvobozenecké války ve dnech 19. a 20. března 1919 a při níž padlo 33 vojáků estonské armády.
Železniční stanice Orava je nejzazším místem, kam společnost Edelaraudtee provozuje osobní dopravu na trati spojující Tartu s Pečorami a dále Pskovem (v roce 2010 dva páry osobních vlaků do Tartu).